# Power Metal (demo)
Power Metal foi a primeira demo gravada pela banda de thrash metal Metallica, em abril de 1982 . Embora o demo nunca foi oficialmente lançado, foi dado o nome do bootleg de "Power Metal" e continha quatro músicas originais do Metallica. Foi gravado na garagem de Ron McGovney. "Hit the Lights", "Jump in the Fire" e "Motorbreath"  foram escrita exclusivamente por James Hetfield.
Continha "The Mechanix", a primeira música escrita para a banda e de autoria de Dave Mustaine. "The Mechanix" foi a versão original que mais tarde seria chamado de "The Four Horsemen". Mustaine aumentou o ritmo a partir da versão original da canção, rebatizado simplesmente "Mechanix", e incluiu-o no primeiro álbum do Megadeth, Killing Is My Business... And Business Is Good!.

## Faixas
| N.º | Título             | Duração |  |
| 1.  | "Hit the Lights"   | 4:18    |  |
| 2.  | "Jump in the Fire" | 3:55    |  |
| 3.  | "The Mechanix"     | 4:47    |  |
| 4.  | "Motorbreath"      | 3:23    |  |

## Créditos
- James Hetfield - vocais, guitarra base
- Dave Mustaine - guitarra solo, backing vocais
- Ron McGovney - baixo, guitarra
- Lars Ulrich - bateria